# Antodynerus bellatulus
Antodynerus bellatulus är en stekelart som först beskrevs av Henri Saussure 1852.  Antodynerus bellatulus ingår i släktet Antodynerus och familjen Eumenidae. Utöver nominatformen finns också underarten A. b. brunneolus.